# السيد بيرنز
السيد بيرنز هو شخصية خيالية في المسلسل الأمريكي ذا سيمبسونز، قام كريستوفر كولينز وهاري شيرر بتأدية صوت الشخصية في المسلسل.